# René Oberthür
René Oberthür (* 14. April 1852 in Rennes; † 27. April 1944) war ein französischer Entomologe, spezialisiert auf Käfer.

## Leben
Oberthür war der Sohn des elsässischen Verlegers François-Charles Oberthür, des Gründers des Verlagshauses Oberthür. Er war außerdem Schmetterlingssammler, und seine Beschäftigung mit Insekten übertrug sich auf seinen Bruder Charles Oberthür und auch seinen Großneffen Henri Joseph Oberthür. Im Gegensatz zu seinem Bruder, der vor allem Schmetterlinge sammelte, spezialisierte er sich auf Käfer.
Seine umfangreiche Sammlung (5 Millionen Exemplare in 20.000 Kästen) ist überwiegend (durch  Aufkauf) am Muséum national d’histoire naturelle (und dort als Monument historique eingestuft), teilweise im Museum König in Bonn und im  Museo Civico di Storia Naturale in Genua.
Wie sein Bruder nutzte er Missionare für das weltweite Sammeln von Insekten, die dafür vom Verlagshaus der Brüder unterstützt wurden. Er kaufte aber auch große Sammlungen auf wie die von Henry Walter Bates und General Pierre François Marie Auguste Dejean.